# 중국의 조용한 침공
《중국의 조용한 침공: 오스트레일리아에 대한 중국의 영향력》(영어: Silent Invasion: China's Influence in Australia)은 2018년에 오스트레일리아의 클라이브 해밀턴이 집필한 정치 서적이다. 이 책은 오스트레일리아의 정치와 시민 사회에 대한 중국 공산당의 영향력 행사를 고발하는 내용을 담고 있는데 중화인민공화국 정부가 오스트레일리아에서 첩보망을 구축하고 영향력을 확대하려는 체계적인 시도에 대해 자세히 설명하고 있다. 해밀턴은 "중국 공산당이 오스트레일리아의 주권 침식을 초래하고 있으며 장기적으로는 미국과 오스트레일리아 간의 동맹 관계를 약화시키려는 목적을 갖고 있다."고 설명한다.

## 출판

### 원본
이 책은 원래 2017년 11월에 앨런 & 언윈(Allen & Unwin)에서 출간될 예정이었으나 중국 당국으로부터 소송을 비롯한 보복의 표적이 될 것을 우려하여 출판을 취소했다. 결국 하디 그랜트 북스(Hardie Grant Books)가 이 책의 출판에 동의하면서 출간되었다. 한편 중국 정부는 2020년 9월 24일에 출입국관리법에 따라 이 책의 저자인 클라이브 해밀턴을 비롯한 반중국 성향을 가진 오스트레일리아 출신의 학자 2명에 대해 중국 입국 금지 명령을 내렸다.

### 번역본
2019년 3월 20일에는 대만의 쭤안원화(左岸文化)에서 이 책의 중국어판인 《소리 없는 침입: 오스트레일리아에서의 중국의 요소》(중국어: 無聲的入侵：中國因素在澳洲, ISBN 9789865727833)가 출간되었다. 2020년 5월 28일에는 일본의 아스카신샤(飛鳥新社)에서 이 책의 일본어판인 《소리 없는 침략: 중국의 오스트레일리아 지배 계획》(일본어: 目に見えぬ侵略 中国のオーストラリア支配計画, ISBN 9784864107471)이 출간되었다. 2021년 6월 4일에는 대한민국의 세종서적에서 이 책의 한국어판인 《중국의 조용한 침공》(ISBN 978-89-8407-954-0)이 출간되었다.